# Aus Versehen glücklich
Aus Versehen glücklich (Originaltitel: Accidentally on Purpose) ist eine US-amerikanische Sitcom mit Jenna Elfman in der Hauptrolle, entwickelt von Claudia Lonow. Die Erstausstrahlung fand am 21. September 2009 auf Fernsehsender CBS statt, wobei fast 9 Millionen US-Zuschauer die Pilotfolge verfolgten.

## Handlung
Die Serie handelt von der nicht mehr ganz jungen Filmkritikerin Billie aus San Francisco, die nach einer kurzen Affäre mit dem deutlich jüngeren Koch Zack schwanger wird. Im Folgenden geht es um die „untraditionelle“ Familie, die aus diesem Unfall hervorgeht. Die Serie beruht auf der gleichnamigen Autobiographie der Filmkritikerin Mary F. Pols.

## Synchronisation
Für die deutsche Synchronisation wurde die Synchronfirma Antares Film Gmb in Berlin beauftragt, Dialogregie führte Ralph Beckmann, Dialogbuch erstellte zuerst Martina Marx, anschließend Andreas W. Schmidt.
| Rollenname | Schauspieler/in | Hauptrolle (Episoden) | Synchronsprecher/in |
| ---------- | --------------- | --------------------- | ------------------- |
| Billie     | Jenna Elfman    | 1.01–1.18             | Diana Borgwardt     |
| Zack       | Jon Foster      | 1.01–1.18             | Jaron Löwenberg     |
| Olivia     | Ashley Jensen   | 1.01–1.18             | Cathlen Gawlich     |
| Abby       | Lennon Parham   | 1.01–1.18             | Christin Marquitan  |
| Davis      | Nicolas Wright  | 1.01–1.18             | Tim Sander          |
| James      | Grant Show      | 1.01–1.18             | Johannes Baasner    |

## Ausstrahlung
Die Ausstrahlung der Serie begann am 21. September 2009 beim Sender CBS. Die erste Staffel, welche 18 Episoden umfasst, wurde am 21. April 2010 beendet. Bei den jährlichen Upfronts im Mai wurde Aus Versehen glücklich nicht für eine zweite Staffel verlängert.
Der deutsche Sender sixx hatte im November angekündigt, die Serie zu zeigen. So begann die Ausstrahlung der 18 Episoden am 8. Januar 2012 im Sonntagnachmittagsprogramm von sixx und endete am 20. Mai 2012.

## Episodenliste
| Nummer (gesamt) | Originaltitel               | Deutscher Titel        | Erstausstrahlung (CBS) | Erstausstrahlung (sixx) |
| 01              | Pilot                       | Ich tue so was nicht   | 21. September 2009     | 8. Januar 2012          |
| 02              | Memento                     | Alles über Zack        | 28. September 2009     | 15. Januar 2012         |
| 03              | The Date                    | Der One-Night-Stand    | 5. Oktober 2009        | 22. Januar 2012         |
| 04              | One Night Stand             | Öfter mal was neues    | 12. Oktober 2009       | 29. Januar 2012         |
| 05              | The Love Guru               | Der Date-Guru          | 19. Oktober 2009       | 5. Februar 2012         |
| 06              | Fight Club                  | Das Öko-Klo            | 2. November 2009       | 12. Februar 2012        |
| 07              | The Godfather               | Der Pate               | 9. November 2009       | 19. Februar 2012        |
| 08              | The Third Man               | Der Dritte Mann        | 16. November 2009      | 26. Februar 2012        |
| 09              | Working Girl                | Der Konkurrent         | 23. November 2009      | 4. März 2012            |
| 10              | Class                       | Der Wickelkurs         | 7. Dezember 2009       | 11. März 2012           |
| 11              | It Happened One Christmas   | Weihnachtsüberraschung | 14. Dezember 2009      | 18. März 2012           |
| 12              | The Odd Couples             | Ein paar Paarprobleme  | 11. Januar 2010        | 25. März 2012           |
| 13              | The Rock                    | Das Sandwichgeschäft   | 18. Januar 2010        | 1. April 2012           |
| 14              | Attack of the 50 Foot Woman | Hosen statt Dosen      | 1. Februar 2010        | 15. April 2012          |
| 15              | Back to School              | Klassentreffen         | 8. Februar 2010        | 22. April 2012          |
| 16              | Face Off                    | Bauchgefühle           | 7. April 2010          | 22. April 2012          |
| 17              | Speed: Part One             | Die Eskorte            | 14. April 2010         | 20. Mai 2012            |
| 18              | Speed: Part Two             | Die Eskorte 2          | 21. April 2010         | 20. Mai 2012            |